# Феникс и ковёр
«Феникс и ковёр» (англ. The Phoenix and the Carpet) — фантастический роман для детей английской писательницы Эдит Несбит. Впервые вышел в свет в 1904 году. Это вторая книга трилогии, которая начинается с «Пятеро детей и Оно» и заканчивается «Историей амулета». Он отличается от двух других романов тем, что включает лишь краткое упоминание о Псаммид, волшебной феи из первой книги.

## Сюжет
Пятеро детей: Сирил, Антея, Роберт, Джейн и Ягненок. Их мать покупает детям новый ковер взамен ковра из детской, который они уничтожили во время случайного пожара. Дети находят в ковре яйцо, из которого вылупляется говорящий Феникс, который объясняет, что это волшебный ковёр-самолёт, который исполняет три желания в день. 
Ковёр-самолет может перевезти детей куда угодно, и дети в сопровождении Феникса отправляются в экзотические приключения. 
Пятеро детей переживают множество приключений, которые в конечном итоге изнашивают их ковёр-самолет. Приключения продолжаются и завершаются в третьей книге трилогии «История амулета» (1906).

## Краткое содержание глав книги

### Глава первая: «Яйцо»
Дети получают новый ковер взамен сгоревшего в детскую и обнаруживают в нём таинственное яйцо. Роберт случайно бросает яйцо в огонь, и из него вылупляется Феникс , который рассказывает историю о ковре-самолете.

### Глава вторая: «Башня топлесс»
Дети отправляются в свое первое приключение с ковром и Фениксом. Они находят сокровища, узнают об ограничениях ковра и должны быть спасены благодаря способности Псаммида исполнять желания.

### Глава третья: «Королева-повар»
Во время одного из путешествий обстоятельства вынуждают детей взять с собой их кухарку. Туземцы солнечного тропического острова, куда они прилетели, провозглашают кухарку своей королевой. Дети оставляют ее на острове, и все этим довольны.

### Глава четвертая: «Два базара»
Дети отправляются на ковре в Индию, чтобы найти товары для своей матери, которые можно продать на её базаре, но тут всё усложняется, когда выясняется, что ковер также продается.

### Глава пятая: «Храм»
Помогая детям изменить погоду, Феникс просит их отвести его в один из его храмов. Там дети и Феникс являются почётными гостями церемонии, посвященной Фениксу, но когда они уходят, все присутствующие верят, что это был сон.

### Глава шестая: «Делать добро»
Ковер увозит детей за границу, чтобы сделать доброе дело; они встречают печальную французскую семью и возвращают им семейное сокровище.

### Глава седьмая: «Мяу из Персии»
Ковер хочет побывать на родине, поэтому дети отпускают его. Ковер возвращает обратно с 199 персидскими кошками.

### Глава восьмая: «Кошки, корова и грабитель»
Ковер забирает выхухолей, которых принес кошкам в пищу, и вместо них приносит корову. Джейн ловит грабителя, находит его добрым и отдает ему кошек на продажу.

### Глава девятая: «Невеста грабителя»
Грабителя арестовали по подозрению в краже персидских кошек, но дети спасают его и привозят на тропический остров, где их бывшая кухарка правит королевой. Повар и грабитель нравятся друг другу, и ковер отправляется за священником, чтобы обвенчать их.

### Глава десятая: «Дыра в ковре»
Несмотря на поврежденное состояние ковра, дети хотят отправиться в еще одно приключение до возвращения матери. 

### Глава одиннадцатая: «Начало конца»
Дети идут в театр с Фениксом. Считая театр своим собственным храмом, Феникс летает вокруг и разжигает огонь, начинается пожар. Ковер благополучно возвращает детей домой, и Феникс использует свои силы, чтобы обратить вспять ущерб от пожара.

### Глава двенадцатая: «Конец конца»
Феникс начинает стареть и объявляет, что скоро должен уйти. Он откладывает яйца и поглощается огнем. То, что осталось от ковра, отдается Псаммиду, который в свою очередь исполняет последнее желание Феникса: отправить детям все игрушки, которые они когда-либо хотели.

## Экранизации
По роману было снято как минимум четыре экранизации. BBC выпустила три телесериала: одну неделю Джеканори в 1965 году, другую, написанную Джоном Талли, которая вышла в эфир в 1976 году, и «Феникс и ковер» (1997) по новому сценарию Хелен Крессвелл. 
В 1995 году был выпущен художественный фильм: «Феникс и волшебный ковёр» по сценарию Флоренс Фокс, режиссер Зоран Перишич, с Питером Устиновым в главной роли в роли дедушки и голоса Феникса и Ди Уоллес в роли матери.